# Tenma Shibuya

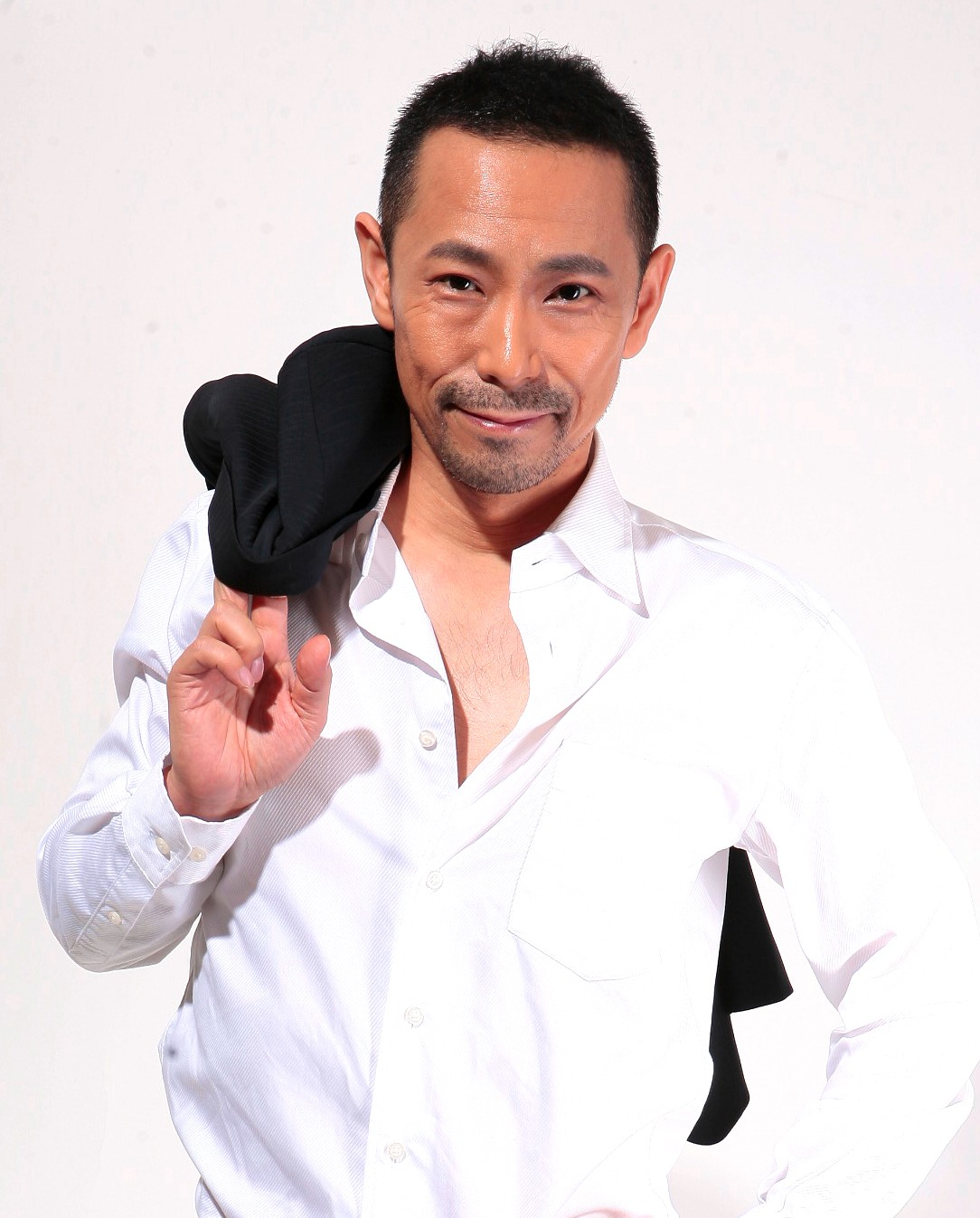
Tenma Shibuya

Tenma Shibuya (jap. 渋谷天馬, Kyūjitai 澀谷天馬 Shibuya Tenma, geboren am 13. Januar 1969) ist ein japanischer Schauspieler und Tänzer. Der Schauspieler ist auch als Tianma Segu bekannt.

## Leben
Shibuya nahm Unterricht in „Method Acting“, Filmschauspielunterricht bei einer professionellen Filmschule, lernte japanischen Tanz und nahm Gesangsunterricht mit den Schwerpunkten Oper, Chanson und Pop.
Er begann seine Karriere als Schauspieler im Jahr 1993, nachdem er von seinem Studium in den USA zurückgekehrt war. Zu Beginn seiner Karriere trat Shibuya in einer Reihe von Filmen, Theaterstücken und TV-Dramen in Japan auf. In Sadistic Song, einem Film von Genji Nakamura, hatte Shibuya 1995 sein kommerzielles Debüt. Im Jahr 1997 war Shibuya mehrmals auf der Bühne zu sehen: Im März trat er in Bolero, einem berühmten Ballett auf. Choreograph der Aufführung war Maurice Béjart, Regisseur war Shiro Mizoshita.
Im Alter von 36 reiste Shibuya 2006 zum ersten Mal nach China und begann seine Karriere im chinesischen Showgeschäft. Im Jahr 2008 spielte Shibuya Colonel Sato, den Bösewicht in Ip Man, einem Hongkonger Kung-Fu-Film, der bei den 28. Hongkonger Film Awards als bester Film ausgezeichnet wurde. Die Rolle des Kato in der beliebten chinesischen TV-Serie Borrow Gun machte Shibuya 2011 in China berühmt. Im Jahr 2010 erschien er in The Flowers of War unter der Regie von Zhang Yimou.
Er spielte danach in taiwanesischen, russischen, chinesischen, koreanischen und US-amerikanischen Filmproduktionen mit.
Neben seiner Schauspielkarriere ist Shibuya japanischer klassischer Tänzer sowie Songwriter. Er engagiert er sich seit langem für internationalen Kulturaustausch. So unterrichtete er etwa ehrenamtlich Japanisch an Schulen in Eugene im US-Bundesstaat Oregon. Shibuya ist Gründer und Generaldirektor der „Japan-China Cultural Exchange Promotion“, einer gemeinnützigen Organisation mit Sitz in Tokio, die den Kulturaustausch zwischen Japan und China fördert.

## Filmografie

### Filme
| Jahr | Titel                         | Region    | Regisseur                     | Rolle                       |
| 2019 | Saturday Fiction (兰心大剧院) | China     | Lou Ye                        | Lieutenant Hosoda           |
| 2019 | Shisanliesha                  | China     | Li Bin                        | Kouichiro Ishihara          |
| 2018 | [Air Strike]                  | China     | Xiao Feng                     | Kampfjetpilot; Sato         |
| 2017 | Shisidadao                    | China     | Wang Qiang                    | General Kato                |
| 2016 | Geigeliyouxian                | China     | Wang Qiang                    | Casinobesitzer              |
| 2015 | Imaginary Assassin            | China     | Kan Ruohan                    | Tsuji Masanobu              |
| 2014 | Kano                          | Taiwan    | Umin Boya                     | Stadtrat                    |
| 2013 | Xiaoxiaofeihudui              | China     | Qian Xiaohong                 | Gangcun                     |
| 2012 | Chengchengfenghuo Juesha      | China     | Li Cai                        | Gaoqiao                     |
| 2012 | Hushed Roar                   | China     | Xiao Feng                     | Ichiro Nakamura             |
| 2011 | The Flowers of War            | China     | Zhang Yimou                   | Fuguan                      |
| 2010 | Eergunaheyouan                | China     | Yang Minghua                  | Hideo Suzuki                |
| 2010 | Tiexuejiangqiao               | China     | Zhang Yuzhong                 | Kanji Ishibashi             |
| 2010 | Shenhe                        | China     | Wang Jianwei                  | Jitian Fengci               |
| 2010 | Death and Glory in Changde    | China     | Shen Dong                     | Yiteng Sanlang              |
| 2009 | Cow                           | China     | Guan Hu                       | Terada                      |
| 2008 | Ip Man (Yip Man)              | Hong Kong | Wilson Yip                    | Colonel Sato                |
| 2008 | Feihuduidiezhan               | China     | Li Shu                        | Xiongben                    |
| 2007 | Yexi                          | China     | An Lan                        | Lieutenant Tanaka           |
| 2004 | Appleseed                     | Japan     | Fumihiko Sone, Shinji Aramaki | Uranus (Motion Capture)     |
| 2003 | Ichigonokakera                | Japan     | Shun Nakahara                 | Barkeeper                   |
| 2003 | Naniwajokyouden               | Japan     | Masashi Moriyama              | Mafiamitglied               |
| 2002 | Agitator                      | Japan     | Takashi Miike                 | Shintani, Mafiamitglied     |
| 2002 | Hiroshimayakuzasensou         | Japan     | Toru Ichikawa                 | Yakuza                      |
| 2002 | Bastoni                       | Japan     | Kazuhiko Nakahara             | Agent der Pornodarstellerin |
| 2001 | Zonbigokudou                  | Japan     | Hirohisa Sasaki               | Detektiv                    |
| 2001 | Minaminoteiou                 | Japan     | Sadaaki Hginiwa               | Fabrikarbeiter              |
| 2001 | Salarymanpachinkaergingtaro   | Japan     | Takeshi Niizato               | Sekretär                    |
| 2001 | Aokiookamitachi               | Japan     | Kenji Yokoi                   | Auftragskiller              |
| 2000 | Nikutaikeibiin                | Japan     | Naoto Kumazawa                | Büroangestellter            |
| 2000 | Kamome                        | Japan     | Genji Nakamura                | Kredithai                   |
| 1999 | Fubundaisousa                 | Hong Kong | Zhang Yinghua                 | Shopmanager                 |
| 1998 | Hananoana                     | Japan     | Kazushige Inada               | Rebelle                     |
| 1998 | Genkinokamisama               | Japan     | Genji Nakamura                | Ehemann                     |
| 1997 | Mamushinokyoudai              | Japan     | Toru Murakawa                 | Punk                        |
| 1996 | Sadistic Song                 | Japan     | Genji Nakamura                | Playboy                     |
| 1996 | Saigonoshigoto                | Japan     | Maiko Inoue                   | Dieb                        |

### TV-Serien
| Jahr | Name                       | Region | Regisseur        | Rolle                 |
| 2018 | Growing pains of swordsmen | China  | Shang Jing       | Ninja Hattori         |
| 2017 | Taiwanwangshi              | China  | Cui Liang        | Polizeichef Matsumura |
| 2016 | Sorge                      | Russia | Sergey Ginzburg  | Imuro                 |
| 2015 | Youchai                    | China  | He Liu, Bai Yang | Shuigu Xinfu          |
| 2015 | Ershisidaoguai             | China  | Zhang Yuzhong    | Dachuan               |
| 2015 | Tiezaishao                 | China  | Liu Xin          | Gaomu Yiren           |
| 2014 | Fenghuoshuangxiong         | China  | Jin Liangyan     | Heitian zhongxiong    |
| 2013 | Xiaobaohelaocai            | China  | Shang Jing       | Qingtian Dazuo        |
| 2012 | Xuanya                     | China  | Liu Jin          | Saburo Shibuya        |
| 2012 | Shenmirenzhi               | China  | Shao Jinghui     | Songben Wulang        |
| 2012 | Haojiahuo                  | China  | Jian Chuanhe     | Kanji Abe             |
| 2011 | Dakuaize                   | China  | Gao Jin          | Guitian Cilang        |
| 2011 | Daxifa                     | China  | Wang Shuo        | Wuteng Zhang          |
| 2011 | Jiezhenguochuanqi          | China  | Lei Xianhe       | Jitian                |
| 2011 | Xingfumanwu                | China  | Jia Yiping       | Mouye                 |
| 2010 | Jieqiang                   | China  | Jiang Wei        | Jiateng Jinger        |
| 2010 | Zhizhewudi                 | China  | Jian Chuanhe     | Yunchuan Xiuyi        |
| 2010 | Woshichuanqi               | China  | Xu Zongzheng     | Heichuan Shuo         |
| 2010 | Chuanjuntuanxuezhandaodi   | China  | Li Shu           | Yedao Canger          |
| 2010 | Tiexuezhonghun             | China  | Zhou Youchao     | Yuantian Duizhang     |
| 2009 | Shengsixian                | China  | Kong Sheng       | Dubian Chunliang      |
| 2009 | Yangguifeimishi            | China  | You Xiaogang     | Daban Gumalv          |
| 2009 | Xuebao                     | China  | Chen Haowei      | Dubian Wu             |
| 2009 | Watashigakodomodattakoro   | Japan  |                  | Xianbingduiyuan       |
| 2008 | Didaoyingxiong             | China  | Ding Hei         | Shangdao Cilang       |
| 2006 | Caoyuanchunlaizao          | China  | Wang Tao         | Shouji Kanai          |
| 2005 | Iryoushounenyinmonogatari  | Japan  |                  | LKW-Fahrer            |
| 2004 | Kekkon                     | Japan  |                  | Gerichtsmediziner     |
| 2003 | Kougenheirasshai           | Japan  |                  | Hotel Manager         |
| 2002 | Rakutenseikatsu            | Japan  |                  | Kameramann            |

## Bühnenrollen

### Theater
| Jahr | Titel                                           | Region | Rolle                                  | Sonstiges           |
| 2000 | Yukionna                                        | Japan  | Heikichi                               | Ohme Rathaus        |
| 1998 | Romeo und Julia （Regie führte Yukio Ninagawa） | Japan  | Mitglied der Familie Capulet, Ensemble | Saitama Art Theater |
| 1998 | Jidairomanboukenki                              | Japan  | Vorfahre und Nachfahre                 | Mitaka Theater      |
| 1997 | Prinzessin Sayo                                 | Japan  | Bauer, Ensemble                        | Zoujou Tempel       |
| 1996 | Kaiser Jones                                    | Japan  | Geldleier                              | Saitama Art Theater |

### Musical
| Jahr    | Titel          | Region | Rolle              | Sonstiges                                                                                          |
| 1998–99 | Kumagon's Wald | Japan  | Kumagon & Horosuke | Aufführungen in 7 verschiedenen Regionen (Takasaki,Mattou, Sasebo,Sendai,Kanazawa, Takasago,Chiba) |

### Ballet
| Jahr | Titel  | Region | Rolle    | Sonstiges          |
| 1997 | Bolero | Japan  | Ensemble | Tokyo Culture Hall |

## Synchronsprecher
| Medium          | Titel                           | Region | Rolle         | Sonstiges   |
| TV CS           | Taiken PekinPekinPekin          | Japan  | Erzähler      | 16 Episoden |
| TV CS           | Taiken Pekinpekinpekin 2        | Japan  | Erzähler      | 16 Episoden |
| TV BS           | Chugokumenroadwoyuku            | Japan  | Erzähler      | 16 Episoden |
| VP              | Cannon                          | Japan  | Erzähler      |             |
| VP              | Sharp cell phone                | Japan  | Erzähler      |             |
| VP              | Happy Taobao                    | China  | Erzähler      |             |
| VP              | China Lianyungang               | China  | Erzähler      |             |
| VP              | China Jinmenqiao                | China  | Erzähler      |             |
| VP              | Cannon                          | Japan  | Erzähler      |             |
| CG Animation    | Japanimation                    | U.S.A  | 4 Hauptrollen |             |
| Film            | Dongfengyu                      | China  | Fujiki        |             |
| Fernsehserie    | Zhongtiankenjian                | China  | Takahashi     |             |
| Fernsehserie    | Xuebao                          | China  | Yamamoto      |             |
| CG Game Soft    | Suikoden                        | Japan  | Erzähler      |             |
| ep Broadcasting | Introduction of ep Broadcasting | Japan  | Navigator     |             |

## TV/Radio Programm
| Medium | Titel           | Region | Sonstiges    |
| BMN    | Wozai Beijing   | China  | Gast         |
| CCTV   | Dialogue (対話) | China  | Gast         |
| CRI    | Tetsubeya       | China  | Featured [2] |

Quelle: